# Steven Irwin
Steven Irwin (Liverpool, 29 september 1999) is een Engels voormalig voetballer die als middenvelder voor onder andere Telstar speelde.

## Carrière
Steven Irwin speelde in de jeugd van Liverpool FC, waar hij van 2008 tot 2011 in het tweede elftal speelde. In 2011 was hij op proef bij Aberdeen FC, wat hem van Liverpool zou huren, maar dit ging niet door. In 2011 werd zijn contract bij Liverpool niet verlengd, waarna hij na een proefperiode bij Telstar tekende. Hij debuteerde op 25 september 2011, in de met 1-1 gelijkgespeelde thuiswedstrijd tegen SC Veendam. Na drie wedstrijden voor Telstar keerde hij in november 2011 vanwege heimwee terug naar Engeland. In 2012 speelde hij een half jaar voor het Finse FF Jaro. In 2015 dook hij op bij het Deense Aalborg BK, waar hij niet in actie kwam. Van 2017 tot 2020 speelde hij weer in Engeland, voor de amateurclubs Skelmersdale United FC, FC United of Manchester, Stalybridge Celtic FC en Marine FC, waarna hij zijn carrière beëindigde.

### Statistieken
| Seizoen                       | Club                    | Land           | Competitie      | Competitie | Competitie | Beker | Beker | Overig | Overig | Totaal | Totaal |
| Seizoen                       | Club                    | Land           | Competitie      | Wed.       | Dlp.       | Wed.  | Dlp.  | Wed.   | Dlp.   | Wed.   | Dlp.   |
| ----------------------------- | ----------------------- | -------------- | --------------- | ---------- | ---------- | ----- | ----- | ------ | ------ | ------ | ------ |
| 2011/12                       | Telstar                 | Nederland      | Eerste divisie  | 3          | 0          | 0     | 0     | –      | –      | 3      | 0      |
| 2012                          | FF Jaro                 | Finland        | Veikkausliiga   | 9          | 0          | 0     | 0     | 0      | 0      | 9      | 0      |
| 2014/15                       | Aalborg BK              | Denemarken     | Superligaen     | 0          | 0          | 0     | 0     | 0      | 0      | 0      | 0      |
| 2016/17                       | Skelmersdale United FC  | Engeland       | Northern PFL    | 15         | 4          | 0     | 0     | 0      | 0      | 15     | 4      |
| 2017/18                       | FC United of Manchester | Engeland       | National League | 28         | 4          | 5     | 2     | 1      | 0      | 34     | 6      |
| 2018/19                       | Stalybridge Celtic FC   | Engeland       | Northern PFL    | 3          | 0          | 1     | 0     | 0      | 0      | 4      | 0      |
| 2018/19                       | Marine FC               | Engeland       | Northern PFL    | 32         | 3          | 0     | 0     | 4      | 0      | 36     | 3      |
| Carrièretotaal                | Carrièretotaal          | Carrièretotaal | Carrièretotaal  | 90         | 11         | 6     | 2     | 5      | 0      | 101    | 13     |
| Bijgewerkt op 22 januari 2021 |                         |                |                 |            |            |       |       |        |        |        |        |